# 陸上殿堂
陸上殿堂（IAAF Hall of Fame）は、国際陸上競技連盟が選出する陸上競技において多大なる功績を上げたものに贈られる称号である。
2012年3月8日にIAAF100周年を記念して設立され、最初の12名が選出された。2012年11月24日には計24名(内12名は発表済み)が選出された。

## 現在の選考基準
殿堂の対象となるのは、オリンピック陸上競技または世界陸上競技選手権大会で2つ以上の金メダルを獲得し、かつ世界記録を樹立した引退後10年以上の選手。

## 2012年初回殿堂入り選手(2012年3月8日)
1920年代～
- パーヴォ・ヌルミ

1930年代～
- ジェシー・オーエンス

1940年代～
- フランシナ・ブランカース＝クン
- エミール・ザトペック

1950年代～
- ベティ・カスバート
- アル・オーター
- アデマール・ダ・シルバ

1960年代～
- アベベ・ビキラ

1980年代～
- ジャッキー・ジョイナー＝カーシー
- カール・ルイス
- エドウィン・モーゼス

1990年代～
- 王軍霞

## 2012年追加殿堂入り選手(2012年11月24日)
1930年代～
- ベーブ・ディドリクソン＝ザハリアス

1950年代～
- ヨランダ・バラシュ
- ウラジミル・ゴルブニチー

1960年代～
- キプチョゲ・ケイノ
- ピーター・スネル
- イレーナ・シェビンスカ

1970年代～
- セバスチャン・コー
- アルベルト・ファントレナ

1980年代～
- セルゲイ・ブブカ
- ステフカ・コスタディノヴァ

1990年代～
- マイケル・ジョンソン
- ダン・オブライエン

## 資格のある選手
- レイ・ユーリー
- ハンネス・コーレマイネン
- メルビン・シェパード
- ビレ・リトラ
- ラッセ・ビレン
- ウラジミール・クーツ
- ドノバン・ベイリー
- サイド・アウィータ